# リリー・トムリン
リリー・トムリン（Lily Tomlin, 1939年9月1日 - ）は、アメリカ合衆国ミシガン州デトロイト出身の女優、コメディエンヌ。これまでに、エミー賞、トニー賞、グラミー賞を受賞し、アカデミー賞ノミネート経験がある。

## 来歴
ミシガン州デトロイトのナイトクラブでスタンダップコメディを始め、後にニューヨークに移る。1965年からテレビに出演するようになり、1968年から1973年までNBCで放映されたコメディ『Laugh-In』で全米に知られるようになる。
1975年に出演した『ナッシュビル』でアカデミー助演女優賞にノミネートされる。1977年の『レイト・ショー』でベルリン国際映画祭女優賞を受賞した。また、1977年にはトニー賞特別賞を、1986年には一人芝居『The Search for Signs of Intelligent Life in the Universe』でトニー賞演劇主演女優賞を獲得している。 
2005年にはドラマ『ザ・ホワイトハウス』に出演。『ウィル&グレイス』『X-ファイル』『ザ・シンプソンズ』『ダメージ』などにもゲスト出演したことがある。

## 私生活
1971年3月、CBSの番組『J.T.』を見たトムリンは番組のライターのジェーン・ワグナーと会い、自身のアルバムへの参加を要請。1972年に発表したコメディ・アルバム『And That's the Truth』の脚本をトムリンとワグナーは共作した。以来、2人は私生活においてもパートナーであり続け、2013年12月31日にロサンゼルスで同性結婚をした。

## 主な出演作品

### 映画
| 公開年 | 邦題 原題                                                            | 役名                                   | 備考                                         |
| ------ | -------------------------------------------------------------------- | -------------------------------------- | -------------------------------------------- |
| 1975   | ナッシュビル Nashville                                               | リネア・リース                         | ニューヨーク映画批評家協会賞 助演女優賞 受賞 |
| 1977   | レイト・ショー The Late Show                                         | マーゴ                                 | ベルリン国際映画祭女優賞 受賞                |
| 1978   | 年上の女 Moment by Moment                                            | トリシャ                               |                                              |
| 1980   | 9時から5時まで Nine to Five                                          | ヴァイオレット                         |                                              |
| 1981   | 縮みゆく女 The Incredible Shrinking Woman                            | パット・クレイマー                     |                                              |
| 1984   | オール・オブ・ミー/突然半身が女に! All of Me                         | エドウィナ・カットウォーター           |                                              |
| 1988   | ビッグ・ビジネス Big Business                                        | ローズ・シェルトン／ローズ・ラットリフ |                                              |
| 1992   | ザ・プレイヤー The Player                                            |                                        |                                              |
| 1992   | ウディ・アレンの影と霧 Shadows and Fog                               | 娼婦                                   |                                              |
| 1993   | ショート・カッツ Short Cuts                                          | ドリーン・ピゴット                     |                                              |
| 1993   | 運命の瞬間/そしてエイズは蔓延した And the Band Played On             | セルマ・ドリツ博士                     |                                              |
| 1993   | ビバリー・ヒルビリーズ/じゃじゃ馬億万長者 The Beverly Hillbillies    | ミス・ジェーン・ハサウェイ             |                                              |
| 1995   | ブルー・イン・ザ・フェイス Blue in the Face                          | Waffle Eater                           |                                              |
| 1995   | あやしい奴ら Getting Away with Murder                                | インガ                                 |                                              |
| 1995   | セルロイド・クローゼット The Celluloid Closet                        | ナレーター                             | ドキュメンタリー                             |
| 1996   | アメリカの災難 Flirting with Disaster                                | メアリー                               |                                              |
| 1998   | ドクター・ジャガバンドー Krippendorf's Tribe                         | ルース・アレン                         |                                              |
| 1998   | ムッソリーニとお茶を Tea with Mussolini                              | ジョージー                             |                                              |
| 2000   | キッド THE KID                                                       | ジャネット                             |                                              |
| 2002   | オレンジ・カウンティ Orange County                                   | シャーロット・コブ                     |                                              |
| 2004   | ハッカビーズ I ♥ Huckabees                                           | ヴィヴィアン                           |                                              |
| 2006   | 今宵、フィッツジェラルド劇場で A Prairie Home Companion              | ロンダ・ジョンソン                     |                                              |
| 2009   | ピンクパンサー2 The Pink Panther 2                                   | ベレンジャー                           |                                              |
| 2013   | アドミッション -親たちの入学試験- Admission                          | スザンナ                               |                                              |
| 2014   | ロバート・アルトマン/ハリウッドに最も嫌われ、そして愛された男 Altman | 本人                                   | ドキュメンタリー映画                         |
| 2015   | 愛しのグランマ Grandma                                               | エル・リード                           |                                              |
| 2018   | スパイダーマン:スパイダーバース Spider-Man: Into the Spider-Verse    | メイ・パーカー                         | 声の出演                                     |
| 2023   | エイティー・フォー・ブレイディ（原題） 80 for Brady                  | ルー                                   |                                              |

### テレビシリーズ
| 放映年    | 邦題 原題                                                          | 役名                             | 備考                  |
| --------- | ------------------------------------------------------------------ | -------------------------------- | --------------------- |
| 1996      | ホミサイド/殺人捜査課 Homicide: Life on the Street                 | ローズ・ハリガン                 | 1エピソード           |
| 1996-1998 | TVキャスター マーフィー・ブラウン Murphy Brown                     | ケイ・カーター＝シェプリー       | 39エピソード          |
| 1998      | X-ファイル X File                                                  | リディア                         | 1エピソード           |
| 2002-2006 | ザ・ホワイトハウス The West Wing                                   | デボラ・フィダラー大統領公設秘書 | 34エピソード          |
| 2005-206  | ウィル&グレイス Will & Grace                                       | マーゴット                       | 2エピソード           |
| 2008      | 12 Miles of Bad Road                                               | アメリア・シェイクスピア         | 6エピソード           |
| 2008-2009 | デスパレートな妻たち Desperate Housewives                          | ロベルタ・シモンズ               | 6エピソード           |
| 2010      | ダメージ Damages                                                   | マリリン・トビン                 | 10エピソード          |
| 2011      | NCIS ネイビー犯罪捜査班 NCIS: Naval Criminal Investigative Service | ペネロペ・ラングストン           | 1エピソード           |
| 2012      | Malibu Country                                                     | リリー・メエ・マッケンジー       | 7エピソード           |
| 2015-現在 | グレイス&フランキー Grace and Frankie                              | フランキー・バーグスタイン       | Netflixオリジナル作品 |